# Tempo d'estate. Scene di vita di provincia
Tempo d'estate. Scene di vita di provincia (Summertime, 2009) è il terzo volume dell'autobiografia di J.M. Coetzee, autore sudafricano insignito del Premio Nobel nel 2003. La traduzione italiana, a cura di Maria Baiocchi, è uscita nel 2010 presso Einaudi, Torino.
Come nei due volumi precedenti (Infanzia. Scene di vita di provincia e Gioventù. Scene di vita di provincia), il protagonista si chiama John Coetzee e la sua vita corrisponde a quella dello scrittore. Egli tuttavia non vuole che l'opera venga definita autobiografia, bensì romanzo. Nell'apertura di questo terzo volume, si parla di Coetzee come già morto; su di lui vertono cinque interviste ad altrettante persone che lo hanno conosciuto. Le vicende rievocate attraverso questi cinque punti di vista diversi si svolgono per la maggior parte negli anni settanta a Città del Capo.

## Edizioni italiane
- J. M. Coetzee, Tempo d'estate. Scene di vita di provincia, traduzione di Maria Baiocchi, collana "Supercoralli", Einaudi, 2010,  p. 251, ISBN 978-88-06-20086-2.